# Cezary Szlązak
Zygmunt Cezary Szlązak (ur. 21 lutego 1947 w Warszawie, zm. 12 sierpnia 2019 tamże) – polski saksofonista, multiinstrumentalista (fortepian, organy i inne instrumenty klawiszowe, klarnet, akordeon), wokalista, kompozytor.

## Kariera
W drugiej połowie lat 60. XX w. współpracował z grupami: Warszawskie Kuranty (1965–1968) i Pięciu (1968–1969).
W 1967 roku, jako muzyk sesyjny wziął udział w sesji nagraniowej Wojciecha Gąssowskiego i zespołu Tajfuny, grając na fortepianie w utworze „Zielone wzgórza nad Soliną”. Piosenka stała się wielkim, ogólnopolskim przebojem.
W latach 1971–1993 i 1998–2019 był członkiem popularnego zespołu 2 plus 1.
W 1983 roku, jako sideman wziął udział w nagraniu utworu „Du du” grupy Lady Pank.
W 1985 r. wydał solowy singel z piosenkami „Bezpłatny kurs” oraz „Inne życie, inny świat” (wyd. Tonpress). Nagranie „Bezpłatny kurs” zajęło 3. miejsce na Radiowej Liście Przebojów Programu I.
Ma na swoim koncie także program muzyczny emitowany w telewizji, pt. Bez gniewu i scen (1985).
W 1998 reaktywował z Elżbietą Dmoch i Michałem Królem zespół 2PLUS1. Po wycofaniu się w 1999 z życia artystycznego i towarzyskiego przez Elżbietę Dmoch, zastąpiła ją wokalistka Urszula Blaszyńska. Zespół uzupełniali również: na klawiszach Tomasz Kosiarkiewicz (od 1999), na perkusji Dariusz Sygitowicz (1998–2009) i Adam „Blacha” Blaszyński (od 2009), na gitarze Michał Król (od 1998).